# Terband
Terband (Fries: Terbant) is een dorp in de gemeente Heerenveen, in de Nederlandse provincie Friesland. Het ligt ten noorden van de plaats Heerenveen bij het knooppunt Heerenveen.
In 2023 telde het dorp 270 inwoners.
Tot de gemeentelijke herindeling van 1934 vormde Terband met de dorpen Gersloot, Luinjeberd, en Tjalleberd de gemeente Aengwirden. De vier dorpen worden nog steeds Aengwirden, of De Streek genoemd. De buurtschap Spitsendijk verbindt het dorp Terband met de drie andere dorpen.

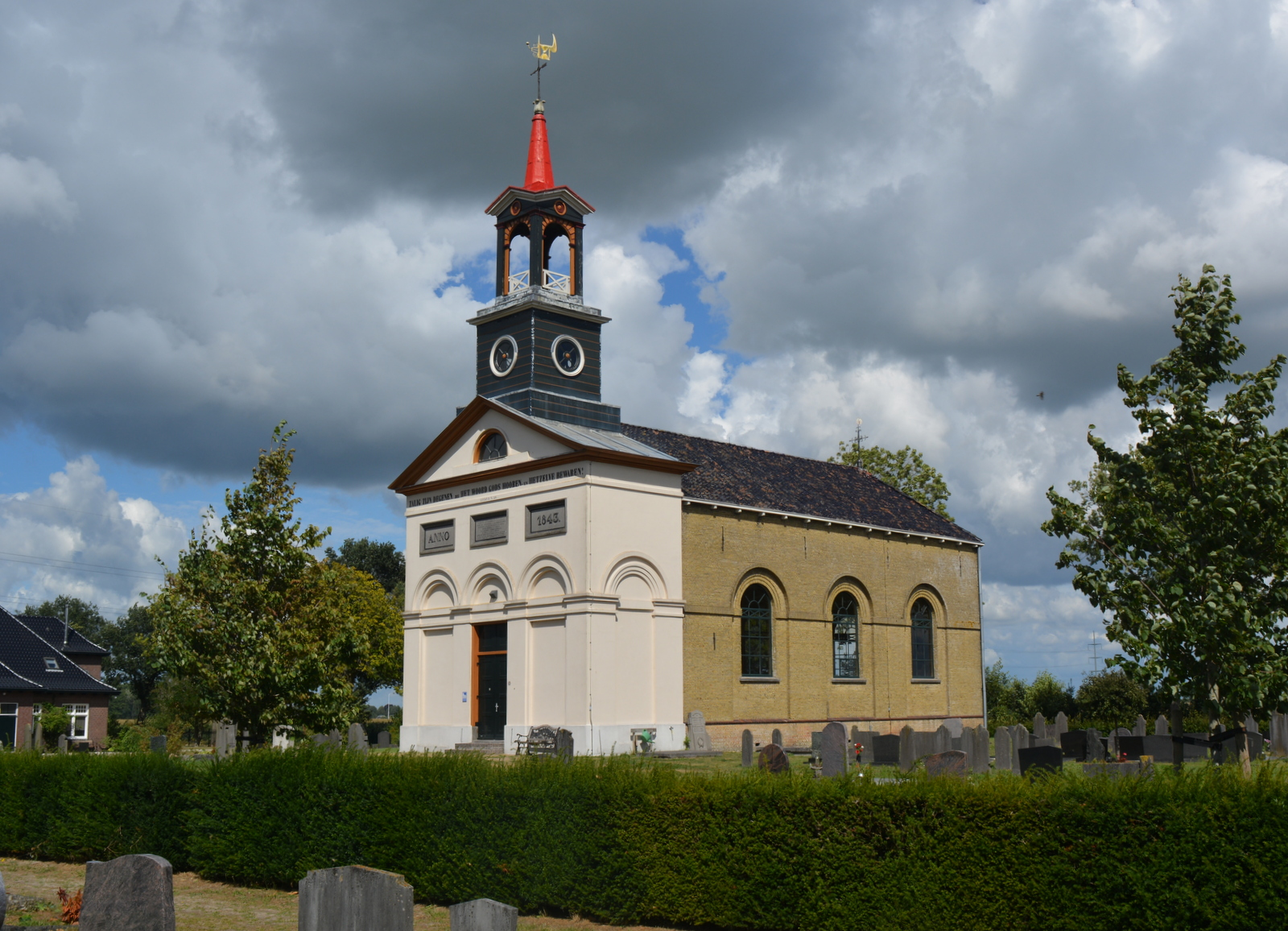
Terbantster Tsjerke

## Bevolkingsontwikkeling
| 1954 | 1959 | 1964 | 1969 | 1974 | 2005 | 2006 | 2007 | 2008 | 2009 | 2010 | 2017 | 2018 | 2019 | 2021 | 2023 |
| ---- | ---- | ---- | ---- | ---- | ---- | ---- | ---- | ---- | ---- | ---- | ---- | ---- | ---- | ---- | ---- |
| 721  | 324  | 258  | 225  | 230  | 304  | 298  | 299  | 305  | 297  | 301  | 265  | 270  | 265  | 260  | 270  |

## Geboren in Terband
- Elske Schotanus (1957), schrijver en kunstenaar
- Robert Zandvliet (1970), beeldend kunstenaar